# カッリアーノ・モンフェッラート
カッリアーノ・モンフェッラート（イタリア語: Calliano Monferrato）は、イタリア共和国ピエモンテ州アスティ県にある、人口約1,300人の基礎自治体（コムーネ）。
2022年8月12日まではカッリアーノ（伊: Calliano）と呼称されていた。

## 地理

### 位置・広がり

#### 隣接コムーネ
隣接するコムーネは以下の通り。括弧内のALはアレッサンドリア県所属を示す。
- アルフィアーノ・ナッタ (AL)
- アスティ
- カスタニョーレ・モンフェッラート
- カステッラルフェーロ
- グラーナ
- ペナンゴ
- ポルタコマーロ
- スクルツォレンゴ
- トンコ

#### 地震分類
イタリアの地震リスク階級 (it) では、4 に分類される
。

## 行政

### 分離集落
カッリアーノ・モンフェッラートには、以下の分離集落（フラツィオーネ）がある。
- Montarsone, Perrona, San Desiderio

## 姉妹都市
- カッリアーノ、イタリア(トレント県)
- Callian、フランス